# دفتر (فیلم ۲۰۱۳)
«دفتر» (انگلیسی: Notebook (2013 film)) یک فیلم است که در سال ۲۰۱۳ منتشر شد.